# Хімічний склад річкових вод басейну Південного Бугу
Хімічний склад річкових вод басейну Південного Бугу - вміст розчинених у річкових водах басейну Південного Бугу хімічних речовин - основних (головних) іонів,  біогенних речовин,  мікроелементів, значення мінералізації та твердості води. Річка Південний Буг впадає в Чорне море, утворюючи разом з Дніпром Дніпровсько-Бузький лиман.

## Умови формування хімічного складу річкових вод басейну
Басейн Південного Бугу розміщений переважно в області Українського кристалічного щита і лише нижня його течія та найбільша притока - Інгул - проходить у Причорноморській низовині. У верхній частині басейну кристалічні породи залягають близько до поверхні, місцями виходячи на поверхню в долинах річок.
Підземні води у північній частині басейну мають гідрокарбонатний склад з мінералізацією води, що не перевищує 500 мг/дм³. Південніше  м. Первомайськ підземні води вирізняються підвищеною мінералізацією - 1-3 г/дм³.
Різноманітність з півночі на південь ґрунтово-геологічних, кліматичних та інших умов зумовлю відповідні зміни хімічного складу річкових вод. До м. Первомайська мінералізація річкових вод басейну не перевищує 1 г/дм³, склад води гідрокарбонатно-кальцієвий. У притоках Південного Бугу, нижче  м. Первомайськ, в меженний період мінералізація вод може досягати 2 г/дм³.

## Гідрохімічний режим
В басейні р. Південний Буг стік формується в основному в зимово-весняний період внаслідок танення снігу і випадання дощів, а також влітку за рахунок злив. У басейні в період весняної повені може проходити від 50 до 80 % річного стоку.
Гідрохімічний режим Південного Бугу залежить від гідрологічного режиму.
Під час весняної повені за узагальненими багаторічними даними гідрохімічного моніторингу гідрометслужби України у р. Південний Буг до с. Сабаров (біля Вінниці), в річках Бужок, Іква, Рів, Соб мінералізація води коливається від 180 до 300 мг/дм³, склад - гідрокарбонатно-кальцієвий, твердість води становить 2,3-3,2 ммоль/дм³.
У річках Савранка, Синиця, Кодима, Синюха, Гірський Тікич, Гнилий Тікич, Велика Вись та Інгул (у верхній течії до м. Кропивницького) мінералізація води змінюється  від 180 до 300 мг/дм³, склад - гідрокарбонатно-кальцієвий, твердість води становить 2,3-3,8 ммоль/дм³.

1. Середні багаторічні концентраціїосновних іонів та мінералізація річкових вод у моніторингових створах басейну Південного Бугу, мг/дм³
| Річка - пункт, сезон              | Ca2+  | Mg2+ | Na+K+ | HCO− 3 | SO2− 4 | Cl−   | Мінералізація води |
| --------------------------------- | ----- | ---- | ----- | ------ | ------ | ----- | ------------------ |
| Весняна повінь                    |       |      |       |        |        |       |                    |
| Інгул – с. Новогорожене           | 87,5  | 31,5 | 73    | 271,8  | 130,0  | 85,9  | 680                |
| Південний Буг – с. Сабаров        | 74    | 16,6 | 10,7  | 284,7  | 14,7   | 14,2  | 415                |
| Південний Буг – смт Олександрівка | 74,6  | 17,2 | 35,4  | 274,2  | 42,2   | 43,2  | 487                |
| Літньо-осіння межень              |       |      |       |        |        |       |                    |
| Інгул – с. Новогорожене           | 100,3 | 37,3 | 124,1 | 312,9  | 224,1  | 135,7 | 934                |
| Південний Буг – с. Сабаров        | 70    | 15,7 | 22,6  | 253,2  | 32,4   | 25,6  | 420                |
| Південний Буг – смт Олександрівка | 59,5  | 23,3 | 30    | 270,6  | 41,9   | 36    | 461                |
| Зимова межень                     |       |      |       |        |        |       |                    |
| Інгул – с. Новогорожене           | 165   | 38,3 | 115,1 | 347    | 222,3  | 156,6 | 1044               |
| Південний Буг – с. Сабаров        | 105,4 | 22,3 | 32,5  | 394,9  | 99,7   | 35,4  | 690                |
| Південний Буг – смт Олександрівка | 181   | 29,9 | 41,7  | 350,1  | 57,3   | 49,9  | 710                |

У притоках нижньої течії Південного Бугу - річках Мертвовод, Чичиклія та гирловій ділянці р. Інгул - мінералізація води коливається в ширших межах - від 220 до 400 мг/дм³, склад - гідрокарбонатно-кальцієвий або гідрокарбонатно-сульфатний кальцієво-магнієвий, твердість води становить 2,3-4,0 ммоль/дм³.
У річках Гнилий Єланець та Громоклія склад води  гідрокарбонатно-сульфатний кальцієво-натрієвий.

2. Середні багаторічні концентрації біогенних речовин - загального заліза (Fe), мінерального фосфору (P), кремнію (Si), сполук азоту (NO−
3, NO−
2, NH+
4), мг/дм³ та значення біхроматної окиснюваності (БО, мг О/дм³) у річкових водах за моніторинговими створами басейну Південного Бугу
| Річка - пункт, сезон              | Fe   | P     | Si  | NO− 3 | NO− 2 | NH+ 4 | БО   |
| --------------------------------- | ---- | ----- | --- | ----- | ----- | ----- | ---- |
| Весняна повінь                    |      |       |     |       |       |       |      |
| Інгул – с. Новогорожене           | 0,26 | 0,039 | 3,9 | 0,074 | 0,005 | 2,106 | 34,2 |
| Південний Буг – с. Сабаров        | 0,37 | 0,180 | 4   | 0,106 | 0,028 | 1,318 | 23,4 |
| Південний Буг – смт Олександрівка | 0,49 | 0,070 | 5,9 | 0,076 | 0,013 | 3,315 | 42,6 |
| Літньо-осіння межень              |      |       |     |       |       |       |      |
| Інгул – с. Новогорожене           | 0,19 | 0,117 | 3,2 | 0,053 | 0,007 | -*    | 38,6 |
| Південний Буг – с. Сабаров        | 0,21 | 0,060 | 4,4 | 0,060 | 0,010 | -     | 14,8 |
| Південний Буг – смт Олександрівка | 0,25 | 0,075 | 4,9 | 0,090 | 0,030 | 1,870 | 19,4 |
| Зимова межень                     |      |       |     |       |       |       |      |
| Інгул – с. Новогорожене           | 0,22 | 0,127 | 3,9 | 0,035 | 0,014 | 0,086 | 28,6 |
| Південний Буг – с. Сабаров        | 0,32 | 0,042 | 3,6 | 0,101 | 0,010 | -     | 16,1 |
| Південний Буг – смт Олександрівка | 0,20 | 0,038 | 3,9 | 0,060 | 0,009 | 0,858 | 21,5 |

Примітка: -* - показник не визначався.
Під час літньо-осінньої та зимової межені річки басейну Південного Бугу живляться майже виключно підземними водами, мінералізація яких коливається від 500 мг/дм³ у верхній частині басейну до 2-3 г/дм³ - у середній та нижній частинах басейну.
У відповідності до зміни хімічного складу підземних вод з півночі на південь змінюється склад руслових річкових вод. У р. Південний Буг (до Сабарова), річках Бужок, Іква, Рів та Соб мінералізація води коливається в межах 670-800 мг/дм³, твердість води - від 5,6 до 7 ммоль/дм³. Склад води гідрокарбонатно-кальцієвий.
У річках Савранка, Синиця, Кодима, Синюха, Гірський Тікич, Гнилий Тікич, Велика Вись та Інгул (у верхній течії до м. Кропивницького) мінералізація води змінюється  від 650 до 1000 мг/дм³, склад - гідрокарбонатно-кальцієвий магнієвий, твердість води становить 6,5-9 ммоль/дм³.
Південніше, у річках Мертвовод, Чичиклія та гирловій ділянці р. Інгул - мінералізація води досягає 1-2 г/дм³, твердість води зростає до 9-16 ммоль/дм³. Склад води -  гідрокарбонатно-сульфатно-хлоридна кальцієво-магнієво-натрієва.
У цих річках спостерігається незадовільна якість води за рахунок природних чинників - певне перевищення мінералізації та твердості води для прісних вод та ГДК для джерел питного водопостачання.
Південний Буг дуже зарегульований водосховищами і ставками, що впливає на гідрологічний і гідрохімічний режим. Мінералізація води та концентрації хімічних компонентів (основних іонів, біогенних речовин та важких металів - див. табл. 1-3) зростають  вниз за течією річки.

3. Середні багаторічні концентрації важких металів (міді - Cu, цинку - Zn та хрому - Cr)  у річкових водах за моніторинговими створами басейну Південного Бугу, мкг/дм³ 
| Річка - пункт, сезон              | Cu  | Zn  | Cr |
| --------------------------------- | --- | --- | -- |
| Весняна повінь                    |     |     |    |
| Південний Буг – смт Олександрівка | 25  | 15  | 36 |
| Літньо-осіння межень              |     |     |    |
| Південний Буг – смт Олександрівка | 7,5 | 8,6 | 19 |
| Зимова межень                     |     |     |    |
| Південний Буг – смт Олександрівка | 12  | 14  | 19 |